# Cabaret Songs
Cabaret Songs per a veu i piano van ser compostos per Benjamin Britten entre 1937 i 1939 sobre uns poemes de WH Auden.
Britten i WH Auden varen col·laborar en nombroses ocasions, sobretot com a col·legues a la GPO Film Unit, però també en diverses cançons de cabaret. Quatre d'aquestes, no es van publicar fins al 1980, quatre anys després de la mort de Britten: Tell me the Truth About Love, Funeral Blues, Johnny i Calypso.
La seva inspiració va sorgir de la veu i la personalitat de l'actriu i cantant de revista Hedli Anderson, que després es casaria amb el poeta Louis MacNeice, amiga de Britten i una intèrpret amb una àmplia gamma vocal. El 1937, Hedli Anderson va causar una gran impressió a Britten quan va fer el paper de The Singer a The Ascent of F6, un obra de teatre d'Auden i Christopher Isherwood per a la qual Britten havia escrit la música incidental, inclòs el blues Stop all the clocksd, que va reelaborar per ella amb el títol de Funeral Blues.
La composició de Britten, que fusiona jazz, blues i paròdies d'altres estils musicals, coincideixen perfectament amb els poemes. Tell me the Truth About Love té una clara influència de Cole Porter, algunes de les seves cançons eren molt admirades per Britten (i Pears). Johnny és una extensa balada dissenyada específicament per mostrar els dons histriònics d'Hedli. Calypso va ser escrita el 1939, quan Britten i Pears ja eren a Amèrica, igual que Auden, quan Hedli, que s'havia quedat a Anglaterra, va escriure a Britten per demanar-li una altra cançó de cabaret.
Peter Pears, acompanyat de Britten o altres pianistes, va interpretar de tant en tant alguna d'elles, tot i que no van arribar a gravar-ne cap.